# Eurytoma mazzinii
Eurytoma mazzinii is een vliesvleugelig insect uit de familie Eurytomidae. De wetenschappelijke naam is voor het eerst geldig gepubliceerd in 1913 door Girault.